# طوماردست
طوماردست (به انگلیسی: Handscroll) یک قالب بلند و کم‌عرض و طوماری افقی است که در شرق آسیا برای خوشنویسی یا نقاشی استفاده می‌شود. طوماردست معمولاً تا چندین متر طول و حدود ۴۰–۲۵ سانتی‌متر عرض دارد.
طوماردست‌ها معمولاً از انتهای سمت راست شروع به مشاهده می‌شوند. این نوع طومار برای خواندن یا مشاهده کردن بخش‌هایی، به‌صورت مسطح روی میز در نظر گرفته شده است. بنابراین قالب اجازه می‌دهد تا یک روایت پیوسته یا سفر را به‌تصویر بکشد.
قالب سنتی جایگزین در نقاشی آسیای شرقی طومارآویز عمودی است که به‌ندرت بلند است.

## تاریخچه

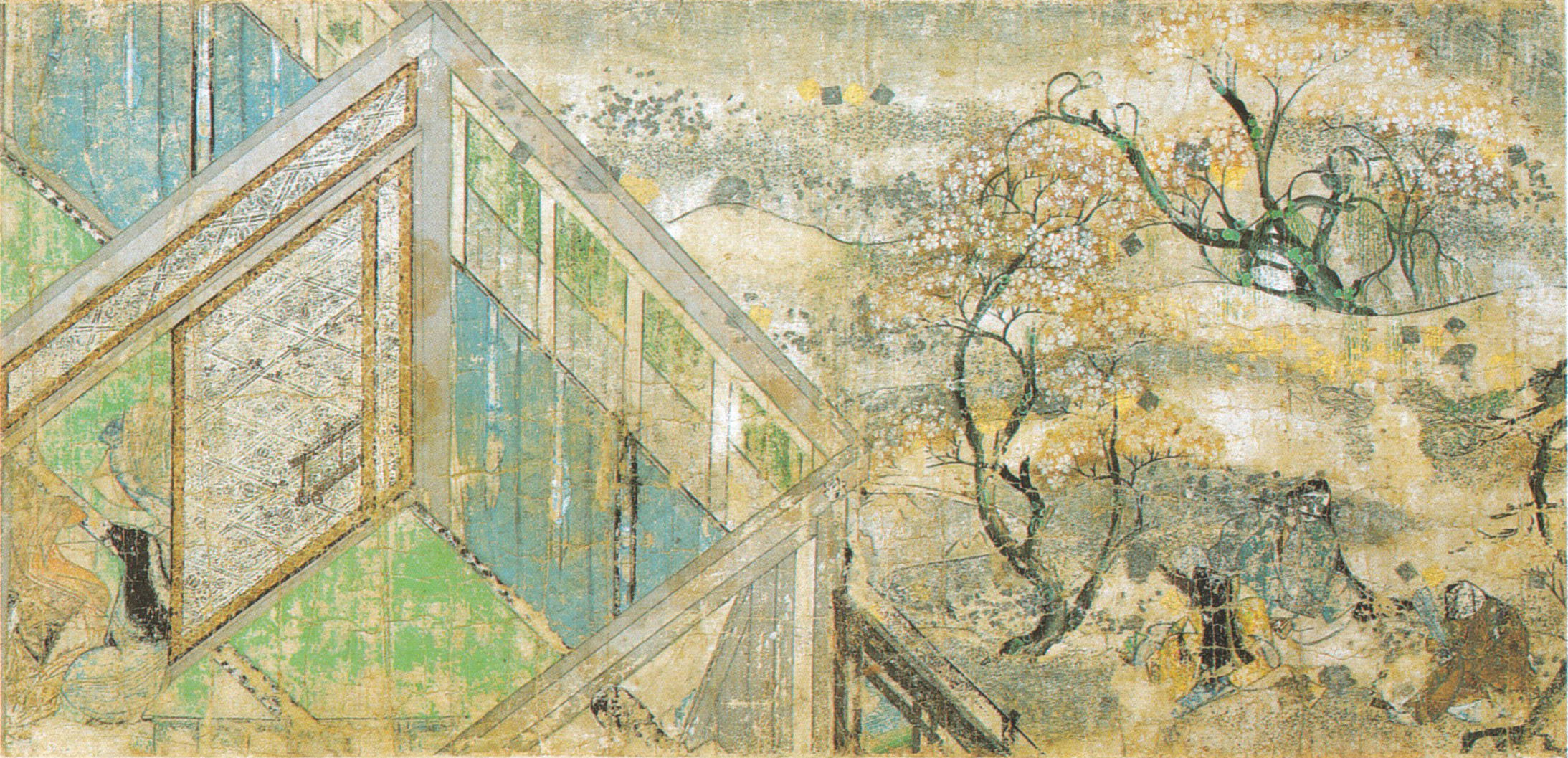
ژاپنی، بخش Nezame Monogatari Emaki، قرن دوازدهم

طبق موزه هنر متروپولیتن، اعتقاد بر این است که طوماردست‌ها قبل از قرن چهارم میلادی در هند اختراع شده‌اند، گرچه هیچ نمونه‌ای از آنها باقی نمانده است. آنها برای متون مذهبی مورد استفاده قرار می‌گرفتند و در قرن اول میلادی وارد چین شدند. طبق موزه کاخ ملی در تایپه، قالب طوماردست از اسناد متن چینی باستان سرچشمه گرفته است. از دوره بهار و پاییز (۷۷۰–۴۸۱ پ. م) از طریق سلسله هان (۲۲۰ م-۲۰۶ پ. م) ورقه‌های چوبی و بامبو (Bamboo and wooden slips) با هم بسته می‌شدند و برای نوشتن متن مورد استفاده قرار می‌گرفتند. در دوره هان شرقی (۲۲۰–۲۵) استفاده از کاغذ و ابریشم در قالب طوماردست بیشتر متداول شد. طوماردست یکی از اصلی‌ترین قالب‌ها برای متون تا زمان سلسله تانگ (۹۰۷–۶۱۸) بود. از دوره سه پادشاهی (۲۸۰–۲۲۰) طوماردست به یک قالب استاندارد برای نقاشی تبدیل شد. سبک‌های جدید با گذشت زمان توسعه یافت.
طوماردست قرن‌ها بعد از طریق گسترش آیین بودا به ژاپن معرفی شد. قدیمی‌ترین طوماردست ژاپنی موجود در قرن هشتم ایجاد شد و به زندگی بودا می‌پردازد. طومارهای تصویری افقی ژاپنی اماکیمونو نامیده می‌شوند و اغلب موضوعات داستانی را از معادل چینی آنها پوشش می‌دهند.

## توضیحات
یک طوماردست دارای پشتی از ابریشم محافظ و تزئینی (包首) است که معمولاً دارای یک برچسب عنوان کوچک (題籤) بر روی آن است. در هنر چینی، طوماردست معمولاً شامل یک دیباچه (引首) در ابتدا (سمت راست)، اثر هنری (畫心) خود در وسط و یک قسمت کلوفون (拖尾) در انتها برای کتیبه‌های مختلف است. ابتدای طومار، جایی که دیباچه در آن قرار داشت، به عنوان «آسمان» شناخته می‌شود (天頭). نوارهای عمودی (隔水) گاهی برای جدا کردن بخش‌های مختلف استفاده می‌شوند. بیشتر طوماردست‌ها فقط حاوی یک نقاشی هستند، اگرچه چندین نقاشی کوتاه نیز می‌توانند روی طومار سوار شوند. در ابتدای طومار یک میله چوبی (天杆) قرار دارد که به‌عنوان تکیه‌گاه عمل می‌کند. یک ریسمان ابریشم (帶子) و یک بست (別子) به میله متصل شده که برای محکم کردن پیچش طومار استفاده می‌شود. یک غلتک چوبی (木杆) در انتهای آن متصل شده است که طومار در اطراف آن پیچیده می‌شود.